# Ovidiu Cernăuțeanu
Ovidiu Cernăuţeanu, noto anche con lo pseudonimo di Ovi (Botoșani, 23 agosto 1974), è un cantante rumeno.
Ha partecipato all'Eurovision Song Contest 2010 come rappresentante della Romania presentando il brano Playing with Fire insieme a Paula Seling.
Ha nuovamente partecipato all'Eurovision Song Contest 2014 sempre in coppia con Paula Seling cantando Miracle.